# Поволшки федерални округ
Поволшки федерални округ (рус. Приволжский федеральный округ) је један од осам федералних округа Русије. Налази се у југоисточном делу Русије и има 6,1% површине и 21,9% становништва Русије.

## Федерални субејкти
| Поволшки федерални округ | Поволшки федерални округ | Поволшки федерални округ | Поволшки федерални округ |
| #                        | Застава                  | Федерални субјект        | Административни центар   |
| ------------------------ | ------------------------ | ------------------------ | ------------------------ |
| 1                        | Башкортостан             | Република Башкортостан   | Уфа                      |
| 2                        | Кировска област          | Кировска област          | Киров                    |
| 3                        | Мариј Ел                 | Република Мариј Ел       | Јошкар Ола               |
| 4                        | Мордовија                | Република Мордовија      | Саранск                  |
| 5                        | Нижегородска област      | Нижегородска област      | Нижњи Новгород           |
| 6                        | Оренбуршка област        | Оренбуршка област        | Оренбург                 |
| 7                        | Пензенска област         | Пензенска област         | Пенза                    |
| 8                        | Пермска Покрајина        | Пермска Покрајина        | Перм                     |
| 9                        | Самарска област          | Самарска област          | Самара                   |
| 10                       | Саратовска област        | Саратовска област        | Саратов                  |
| 11                       | Татарстан                | Република Татарстан      | Казањ                    |
| 12                       | Удмуртија                | Удмуртска Република      | Ижевск                   |
| 13                       | Уљановска област         | Уљановска област         | Уљановск                 |
| 14                       | Чувашија                 | Чувашка Република        | Чебоксари                |